# Schleinikon
Schleinikon este un oraș în Elveția.

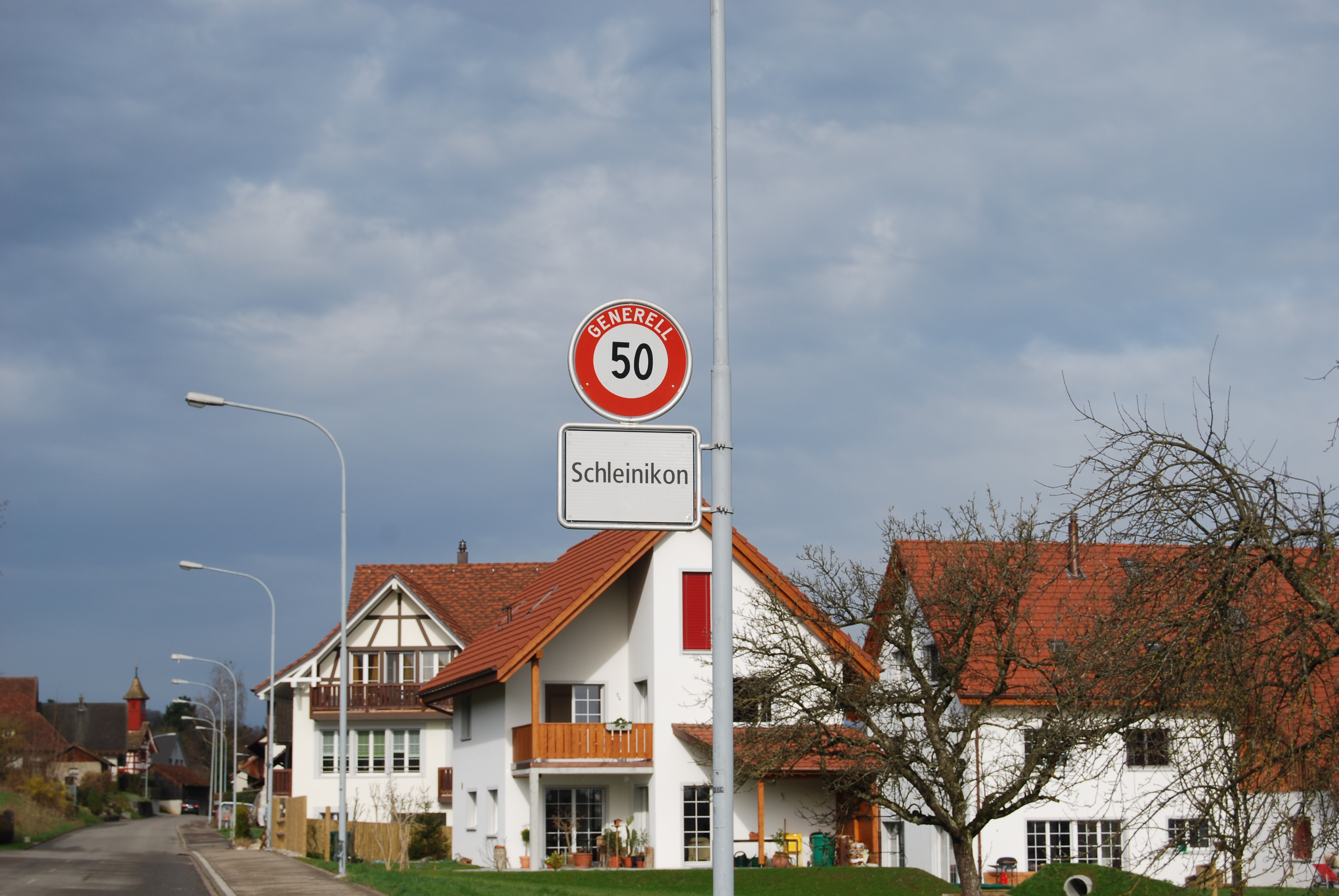
Schleinikon